# Air Maxi
Air Maxi was een onsuccesvolle low cost-luchtvaartmaatschappij in Servië en Montenegro. Air Maxi was een project van Delta Holding en Aviogenex. Delta Holding trok zich echter terug en de maatschappij heeft nooit het licht gezien.